# Zagrobela

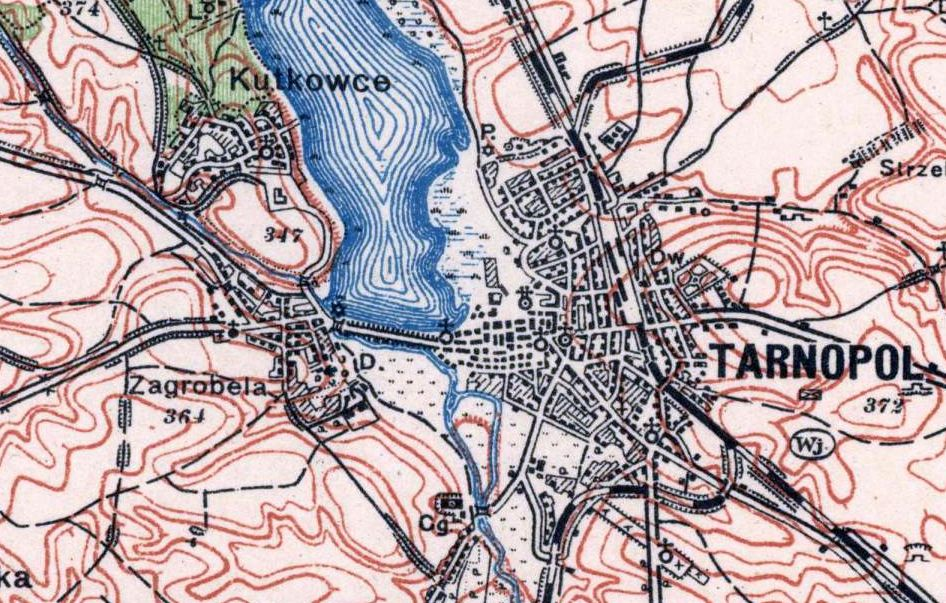
Na mapie, przed 1939

Zagrobela (ukr. Загребелля) – dawna wieś, obecnie część miasta Tarnopola w obwodzie tarnopolskim Ukrainy, w dzielnicy mieszkaniowej «Дружба».

## Historia
We wsi od XV do XIX w. znajdował się majątek ziemski w posiadaniu rodziny Krosnowskich.
Szymon Baworowski (zm. przed 9 marca 1713), podczaszy halicki, otrzymał dzierżawę zagrobelską, petrykowską i łośniowską.
Dziewięciu chłopów Rusinów z Trościańca i trzech Mazurów z Zagrobeli (na zachód od Tarnopola) i Draganówki kupili u p. Osochowskich obszar dworski Kutyszcze z martwym i żywym inwentarzem za 94.000 zł, z czego 41.203 zł wypłacili gotówką, na resztę zaś przyjęli dług bankowy. Pod koniec karczma i gajówka na obszarze dworskim, na którym znajdują się również pałac i ogród.
W 1894 Tadeusz Czarkowski-Golejewski za sumę 300 tys. florenów nabył dobra Janówka i Zagrobela. Pod koniec XIX w. część obszaru dworskiego wsi Berezowica Wielka.
W II RP Zagrobela stanowiła gminę jednostkową przynależała do woj. tarnopolskiego i powiatu tarnopolskiego; w 1921 roku liczba mieszkańców wynosiła 1112. 1 stycznia 1926 gminę Zagrobela zniesiono, włączając ją do miasta Tarnopola.
W czasie okupacji niemieckiej mieszkanka wsi Magdalena Deba ukrywała troje Żydów, za co w 1971 roku Instytut Jad Waszem uhonorował ją oraz jej syna Jana tytułami Sprawiedliwych wśród Narodów Świata.

## Zamek
Wybudowany z drewna usytuowany przy przeprawie przez rzekę Seret. W XVIII wieku przebudowany na murowany.

## Pałac
Piętrowy pałac od frontu posiadał kolumnadę jońską przedzieloną na piętrze balkonem, do której prowadziły schody. Po Krosnowskich należał do rodziny Czarkowskich-Golejewskich, zaś po zakończeniu I wojny światowej ich przedstawiciel Wiktor Czarkowski-Golejewski przekazał pałac na rzecz szkoły rolniczej. Przy obiekcie znajdował się park krajobrazowy o powierzchni 60 ha.

## Urodzeni i związani
- Jan Grzybiński – ur. w Zagrobeli, absolwent Akademii Technicznej, potem inżynier kolej państwowej we Lwowie[12].
- Kajetan Czarkowski-Golejewski – ur. w Zagrobeli, polski ziemianin, pilot, ppk dypl. kawalerii PSZ, pracownik Wolnej Europy[13]
- Jan Minczakowski (ur. 1893) – major piechoty Wojska Polskiego
- Maria Szablówna – nauczycielka miejscowej szkoły[14]